# 馮緄
馮 緄（ふう こん、生年不詳 - 168年）は、後漢の官僚・軍人。字は鴻卿。本貫は巴郡宕渠県。

## 経歴
若くして『春秋』や『司馬法』を学んだ。父の馮煥は安帝のときに幽州刺史となったが、姦悪を憎んで、しばしば権臣の罪を上書していた。玄菟太守の姚光もまた権臣たちとの関係が悪化していた。121年（建光元年）、馮煥と姚光を恨む者がふたりを譴責する璽書を偽作し、かれらに自殺を命じる欧刀を賜った。さらに遼東都尉の龐奮にすみやかに刑を執行するよう命じる文書を下したので、龐奮は姚光を斬り馮煥を収監した。馮煥は自殺しようとしたが、馮緄は詔文におかしな部分のあることを疑い、馮煥を止めた。馮煥がその言に従って、上書して自ら訴えると、璽書の偽作が発覚し、龐奮は洛陽に召還されて罪に問われた。たまたま馮煥は獄中で病死したため、安帝はこれを憐れんで、馮煥と姚光の遺族におのおの銭10万を賜り、その子を郎中に取り立てた。馮緄はこれにより名を知られるようになった。
馮緄の家は富裕で、馮緄自身も施しを好んだため、郷里での名望は高かった。馮緄は孝廉に察挙され、7回転任して広漢属国都尉となり、洛陽に召還されて御史中丞に任じられた。順帝の末年、馮緄は持節・都督揚州諸郡軍事として、中郎将の滕撫とともに諸反乱を撃破し、隴西太守に転任した。後に鮮卑が辺境を侵犯すると、馮緄は遼東太守となり、鮮卑を説得して退去させた。召還されて京兆尹に任じられ、司隷校尉に転じた。後に廷尉・太常となった。
長沙郡の少数民族が益陽県を侵犯し、長らく官軍と対峙していた。162年（延熹5年）になって零陵郡の少数民族の反乱と合流し、2万人の勢力に膨張して、城郭を焼き、長吏を殺傷した。さらには武陵郡の少数民族たちも反乱を起こし、江陵を攻撃したため、荊州刺史の劉度や南郡太守の李粛はともに荊南に逃走した。そこで馮緄が車騎将軍となり、十数万の兵を率いて反乱を討つことになった。
馮緄の軍が長沙に到着すると、反乱軍は陣営を訪れて降伏を願い出た。馮緄の軍が武陵郡に進撃すると、4000人あまりを斬首し、十数万人の降伏を受け入れた。馮緄が荊州を平定して洛陽に凱旋すると、従事中郎の応奉を司隷校尉とするよう推薦した。自身は引退を願い出たが、朝廷に許されなかった。163年（延熹6年）、長沙郡で反乱が再び起こり、反乱軍が桂陽郡や武陵郡を攻撃すると、馮緄は車騎将軍から罷免された。
しばらくして将作大匠に任じられ、河南尹に転じた。「宦官の子弟が民衆を統治する職につくことはできない」と上奏したが、桓帝は聞き入れなかった。馮緄は再び廷尉となった。山陽太守の単遷を罪により獄に繋ぎ、馮緄が追求して死刑に処した。単遷はもと車騎将軍の単超の弟であり、宦官の仲間であったため、馮緄は宦官たちに誹謗され誣告された。司隷校尉の李膺や大司農の劉祐とともに罪に問われ、左校で徒刑に服すことになった。応奉が馮緄らを弁護する上奏をおこなって、免官された。後に馮緄は屯騎校尉に任じられ、再び廷尉となった。168年1月（永康元年12月）、在官のまま死去した。

## 伝記資料
- 『後漢書』巻38 列伝第28
- 車騎将軍馮緄碑